# Edward Harley (4e comte d'Oxford)
Pour les articles homonymes, voir Edward Harley.
Edward Harley 4e comte d'Oxford et comte Mortimer  (2 septembre 1726 - 11 octobre 1790), est un pair britannique et un homme politique conservateur.

## Biographie
Il est le fils aîné d'Edward Harley (3e comte d'Oxford) et de Martha Morgan, fille de l'homme politique gallois William Morgan. Ses deux plus jeunes frères sont John Harley (évêque), doyen de Windsor puis évêque de Hereford et Thomas Harley, qui est maire de Londres et siège également au Parlement. Il fait ses études à la Westminster School (1735-1744); puis Christ Church, Oxford, obtenant son doctorat en droit civil en 1748.
Il est élu député de Herefordshire lors des élections générales de 1747, alors qu'il n'a que 20 ans. Avant les élections, Lord Foley écrit au père de Harley: "Comme il est mineur, je crains fort de lui jouer un tour le jour de l'élection ... ce qui, s'il devait se produire, serait de conséquence la plus néfaste pour votre famille ainsi que pour l'intérêt du comté ".

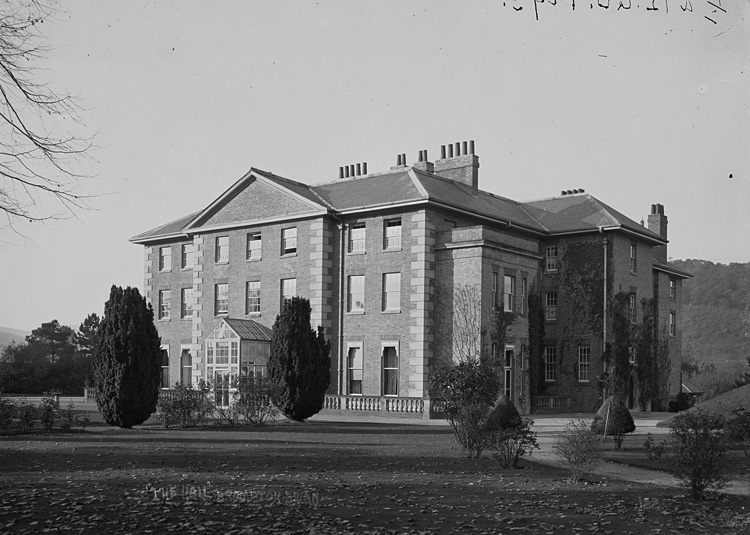
Brampton Bryan Hall

Il est réélu sans opposition et siège au conseil du trésor jusqu'en 1755, quand il hérite de son père, notamment le siège familial de Brampton Bryan Hall. Il est haut commissaire de Hereford à partir de 1755, Lord de la chambre à coucher en 1760 et Lord Lieutenant du Radnorshire de 1766 jusqu'à sa mort. Il est également administrateur au British Museum de 1755 jusqu'à sa mort.
En 1751, il épouse l'héritière Susannah Archer, fille de William Archer (homme politique), qui apporte une dot de 50 000 £. Il est décédé à Brampton Bryan Hall à l'âge de 64 ans. Comme il n'a pas d'enfants, ses titres et domaines passent à son neveu Edward Harley (5e comte d'Oxford) .